# 2006年バドミントン日本代表
2006年バドミントン日本代表は、日本バドミントン協会によって選出された2006年の国際大会に派遣されるナショナルチーム。

## 2006年日本代表選手及びコーチ
※所属は2005年12月時点

### ナショナルチーム
- ヘッドコーチ
  - 朴柱奉（日本バドミントン協会）
- コーチ
  - 町田文彦（NTT東日本）
  - 今井紀夫（日本体育大学講師）
  - 中島慶（三洋電機）
  - 井田貴子（三洋電機）

| - 男子選手 - 大束忠司（トナミ運輸） - 佐伯浩一（NTT東日本） - 坂本修一（日本ユニシス） - 佐々木翔（北都銀行） - 佐藤翔治（NTT東日本） - 仲尾修一（日本ユニシス） - 中西洋介（日本ユニシス） - 舛田圭太（トナミ運輸） | - 女子選手 - 赤尾亜希（ヨネックス） - 小椋久美子（三洋電機） - 潮田玲子（三洋電機） - 平山優（早稲田大学） - 廣瀬栄理子（三洋電機） - 松田友美（ヨネックス） - 森かおり（三洋電機） - 米倉加奈子（ヨネックス） |